# لولوه (یمن)
 لولوه  به عربی ( اللولوه ) روستای بزرگی از توابع استان ذَمار در کشور یمن و در شبه جزیره عربستان واقع می‌باشد. 

## جمعیت
دارای ۲۵ خانوار و ۶۵۱ نفر جمعیت دارد. ساکنان این دهستان از پیروان مذهب مالکی و از پیروان امام مالک ابن انس می‌باشند.